# Zied Boughattas
Zied Boughattas (arabe : زياد بوغطاس), né le 5 décembre 1990 à Beni Hassen, est un footballeur international tunisien évoluant au poste de défenseur central à l'Étoile sportive du Sahel.

## Biographie

### En club
Il participe avec l'Étoile sportive du Sahel à la Ligue des champions de la CAF, à la coupe de la confédération et à la Supercoupe de la CAF.

### En équipe nationale
Il reçoit sa première sélection en équipe de Tunisie le 15 juin 2015, contre le Maroc (match nul 1-1).
En janvier 2016, il participe au championnat d'Afrique des nations. La Tunisie atteint les quarts de finale de la compétition, en étant battue par le Mali.

## Clubs
- juillet 2010-novembre 2020 : Étoile sportive du Sahel (Tunisie)
- novembre 2020-octobre 2021 : ENPPI Club (Égypte)
- depuis février 2022 : Étoile sportive du Sahel (Tunisie)

## Palmarès
- Avec l'Étoile sportive du Sahel :
  - Champion de Tunisie en 2016 et 2023
  - Vainqueur de la coupe de Tunisie en 2012, 2014 et 2015
  - Vainqueur de la coupe de la confédération en 2015
  - Vainqueur de la coupe arabe des clubs champions en 2019
  - Finaliste de la Supercoupe de la CAF en 2016
  - Finaliste de la coupe de Tunisie en 2011, 2018 et 2019